# Abani (Passabe)
Abani ist ein osttimoresischer Suco im Verwaltungsamt Passabe (Sonderverwaltungsregion Oe-Cusse Ambeno).

## Geographie
Vor der Gebietsreform 2015 hatte Abani eine Fläche von 43,67 km². Nun sind es 43,01 km². Die Grenzverläufe wurden nur minimal verändert. Der Suco bildet die Südspitze von Oe-Cusse Ambeno. Im Osten und Süden grenzt es an das indonesische Westtimor. Im Westen grenzt es an den Suco Malelat und im Norden liegt der Verwaltungsamt Oesilo mit seinem Suco Usitaqueno. Die Nordwestecke Abanis berührt noch den Suco Banafi (Verwaltungsamt Nitibe). An der Grenze zu Malelat verläuft von Südwest nach Nordost die Kette des Monte Puas. Sein Gipfel mit 1121 m liegt in Abani. Ihr höchster Gipfel mit 1100 m liegt in Abani. An der Südwestspitze Passabes liegt mit 1560 m der höchste Punkt von Oe-Cusse Ambeno, der Bisae Súnan. Wo der Passabefluss nach Indonesien fließt, sinkt das Land im Osten auf 505 m ab. Der Suco Haemnanu wurde vor 2003 an das nördliche Abani angegliedert. Die Grenze verlief entlang des Flusses Passabe und zwischen den Orten Oelete und Fatuessu.
Die meisten Siedlungen des Sucos liegen am Rio Passabe, der in Abani entspringt und nach Osten hin nach Indonesien fließt. Hier liegt auch Passabe, der Hauptort des Verwaltungsamts. Weitere Dörfer in Abani sind südlich des Flusses Nunkolo, Fot, Ato, Watu und Fofe. Nördlich des Flusses liegen die Dörfer Kuef, Nuahake, Nuakbat, Noenim, Usafin, Huaen, Tabe, Fatuessu (Fauteso), Oelete, Oebu und Fuames. Von Passabe aus führen zwei Straßen parallel Richtung Norden in das Verwaltungsamt Oesilo. Die westliche Straße zweigt dann in Richtung des Ortes Nitibe ab, die östliche führt nach Oesilio weiter. An der östlichen Straße liegen die Dörfer Hueleo, Naetuna (Naituna) und Oelajaob, an der westlichen die Dörfer Meia (Meta) und etwas westlich davon Oelangkai. Um das Siedlungszentrum um Passabe herum befinden sich zwei Grundschulen, eine vorbereitende Schule für die Sekundärstufe (Escola Pre-Secundaria Passabe), ein kommunales Gesundheitszentrum und ein ausgebauter Hubschrauberlandeplatz.
Im Suco befinden sich die drei Aldeias Haemnanu (Haumnani), Naetuna und Passabe.

## Einwohner

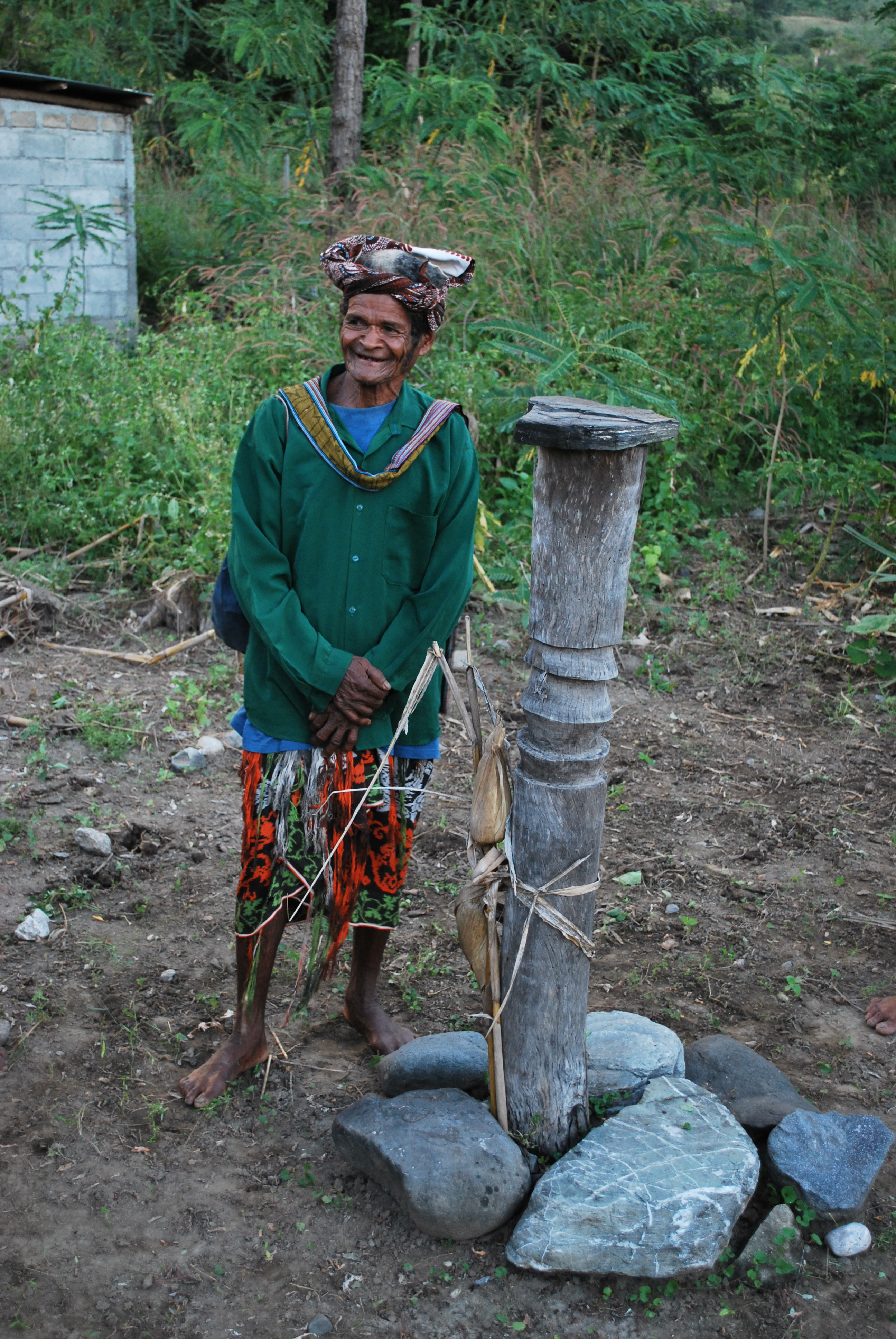
Mann neben einem Ai To’os, die einem Totempfahl entsprechen

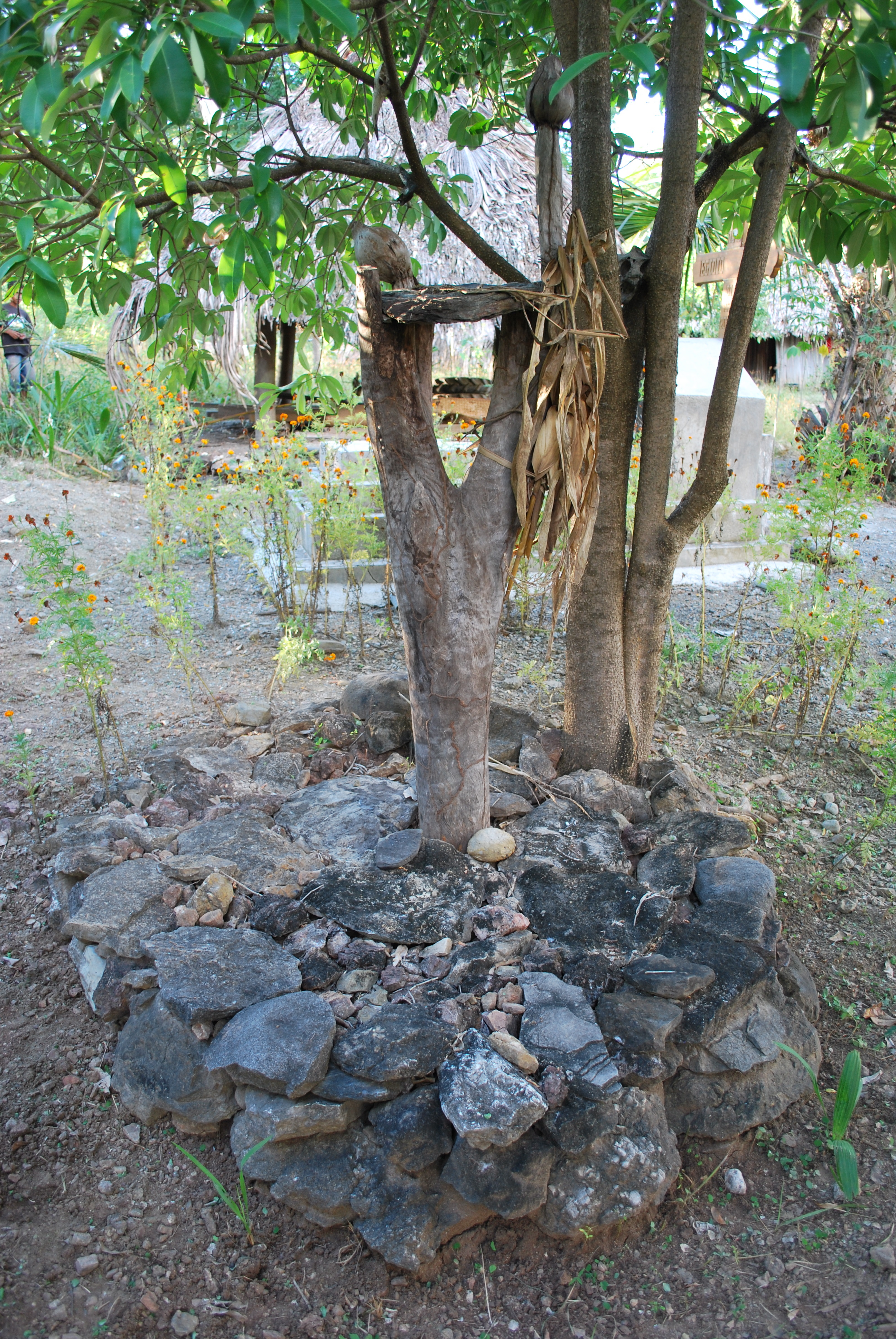
Ein weiterer Ai To’os in Watu

In Abani leben 7.373 Einwohner (2022), davon sind 3.758 Männer und 3.615 Frauen. Im Suco gibt es 1.583 Haushalte. Fast 100 % der Einwohner geben Baikeno als ihre Muttersprache an. Nur eine kleine Minderheit spricht als Muttersprache Tetum Prasa.

## Geschichte
1999 kam es aufgrund des Unabhängigkeitsreferendum Osttimors in Abani zu Gewalttaten durch die pro-indonesische Miliz Sakunar (Skorpion). Am 10. September wurden bei einem Massaker in Passabe 47 Menschen ermordet.
Aufgrund von Ansprüchen der Dörfer beiderseits der Grenze gibt es Streit um die Zugehörigkeit der sogenannten Área Cruz, nordöstlich des Bisae Súnan, zwischen Osttimor und Indonesien. Seit den 1960er Jahren eskaliert der Streit immer wieder.

## Politik
Bei den Wahlen von 2004/2005 wurde Baptista da Cunha zum Chefe de Suco gewählt. Bei den Wahlen 2009 gewann Gabriel Neka (Neca?) und wurde 2016 in seinem Amt bestätigt.

## Persönlichkeiten
- Francisco Xavier Marques (1962–2022), Distriktsadministrator